# Serilingampalle
Serilingampalle är en ort i Indien.   Den ligger i distriktet Medak och delstaten Telangana, i den centrala delen av landet, 1 200 km söder om huvudstaden New Delhi. Serilingampalle ligger 564 meter över havet och antalet invånare är 150 525.
Terrängen runt Serilingampalle är platt. Runt Serilingampalle är det mycket tätbefolkat, med 1 313 invånare per kvadratkilometer. Närmaste större samhälle är Kūkatpalli, 11,9 km öster om Serilingampalle. Omgivningarna runt Serilingampalle är en mosaik av jordbruksmark och naturlig växtlighet.